# Podsavezna nogometna liga Tuzla 1961./62.
Podsavezna nogometna liga Tuzla, također i kao "Tuzlanska podsavezna liga" je bila liga petog stupnja nogometnog prvenstva Jugoslavije u sezoni 1961./62. 
 Sudjelovalo je 12 klubova, a prvak je bila "Budućnost" iz Banovića. 

## Ljestvica
| mj. | klub               | ut. | pob. | ner. | por. | gol+ | gol- | bod |
| --- | ------------------ | --- | ---- | ---- | ---- | ---- | ---- | --- |
| 1.  | Budućnost Banovići | 22  | 17   | 3    | 2    | 88   | 17   | 32  |
| 2.  | Mramor             | 22  | 17   | 2    | 3    | 54   | 16   | 36  |
| 3.  | Jedinstvo Tuzla    | 22  | 13   | 5    | 4    | 58   | 26   | 31  |
| 4.  | Bratstvo Gračanica | 22  | 11   | 4    | 7    | 47   | 27   | 26  |
| 5.  | Bratstvo Bratunac  | 22  | 10   | 2    | 10   | 48   | 46   | 22  |
| 6.  | BSK Bokavići       | 22  | 9    | 1    | 12   | 31   | 53   | 19  |
| 7.  | Partizan Kiseljak  | 22  | 7    | 4    | 11   | 35   | 52   | 18  |
| 8.  | Rudar Lukavac      | 22  | 8    | 2    | 12   | 45   | 68   | 18  |
| 9.  | Partizan Modrac    | 22  | 7    | 2    | 13   | 33   | 53   | 16  |
| 10. | Konjuh Kladanj     | 22  | 7    | 2    | 13   | 30   | 52   | 16  |
| 11. | Srebrenik          | 22  | 7    | 1    | 14   | 43   | 66   | 15  |
| 12. | Sloga Simin Han    | 22  | 4    | 2    | 16   | 32   | 68   | 10  |

## Rezultatska križaljka
| kratica | klub               | BRAB | BRAG | BSK | BUD | JED | KONJ | MRA | PARK | PARM | RUD | SLO | SRE |
| --- | ------------------ | ---- | ---- | --- | --- | --- | ---- | --- | ---- | ---- | --- | --- | --- |
| BRAB | Bratstvo Bratunac  |      |      |     |     |     |      |     |      |      |     |     |     |
| BRAG | Bratstvo Gračanica |      |      |     |     |     |      |     |      |      |     |     |     |
| BSK | BSK Bokavići       |      |      |     |     |     |      |     |      |      |     |     |     |
| BUD | Budućnost Banovići |      |      |     |     |     |      |     |      |      |     |     |     |
| JED | Jedinstvo Tuzla    |      |      |     |     |     |      |     |      |      |     |     |     |
| KONJ | Konjuh Kladanj     |      |      |     |     |     |      |     |      |      |     |     |     |
| MRA | Mramor             |      |      |     |     |     |      |     |      |      |     |     |     |
| PARK | Partizan Kiseljak  |      |      |     |     |     |      |     |      |      |     |     |     |
| PARM | Partizan Modrac    |      |      |     |     |     |      |     |      |      |     |     |     |
| RUD | Rudar Lukavac      |      |      |     |     |     |      |     |      |      |     |     |     |
| SLO | Sloga Simin Han    |      |      |     |     |     |      |     |      |      |     |     |     |
| SRE | Srebrenik          |      |      |     |     |     |      |     |      |      |     |     |     |
| |                    |      |      |     |     |     |      |     |      |      |     |     |     |
| podebljan rezultat - utakmice od 1. do 11. kola (1. utakmica između klubova) rezultat normalne debljine - utakmice od 12. do 22. kola (2. utakmica između klubova) rezultat nakošen - nije vidljiv redoslijed odigravanja međusobnih utakmica iz dostupnih izvora rezultat nakošen i smanjen * - iz dostupnih izvora nije uočljiv domaćin susreta prekrižen rezultat - poništena ili brisana utakmica p - utakmica prekinuta 3:0 p.f. / 0:3 p.f. - rezultat 3:0 bez borbe n.i. - nije igrano |                    |      |      |     |     |     |      |     |      |      |     |     |     |

 Izvori: 

## Unutrašnje poveznice
- Međupodsavezna liga Brčko-Doboj-Tuzla 1961./62.
- Podsavezna liga Brčko 1961./62.
- Podsavezna liga Doboj 1961./62.